# Квайрес-эш-Шарки
Квайрес-эш-Шарки (араб. كويرس شرقي‎) — небольшой город на северо-западе Сирии, расположенный на территории мухафазы Халеб. Входит в состав района Дейр-Хафир. Является административным центром нахии Квайрес-Шарки.

## Географическое положение
Город находится в центральной части мухафазы, к северу от озера Эль-Джаббуль, на высоте 356 метров над уровнем моря.

Квайрес-эш-Шарки расположен на расстоянии приблизительно 27 километров к востоку от Алеппо, административного центра провинции и на расстоянии 310 километров к северо-северо-востоку (NNE) от Дамаска, столицы страны.

## Население
По данным официальной переписи 2004 года численность населения города составляла 3129 человек (1631 мужчина и 1498 женщин).

## Транспорт
Ближайший гражданский аэропорт расположен в городе Алеппо.